# اتفاقية الماء مقابل الكهرباء
اتفاقية الماء مقابل الكهرباء هي اتفاقية تجمع بين الامارات والاردن واسرائيل تم الاعلان عنها في نوفمبر ٢٠٢١ بموجبها سيتم تحلية مياه البحر الاسرائيليه وضخها في نهر الاردن مما سيسمح للاردن بسحب المزيد من المياه وزيادة حصتها بموجبها ستبيع إسرائيل ما يقرب من 7 مليارات قدم مكعب من المياه المحلاة سنويا لعمان مقابل شراء إسرائيل للكهرباء الخضراء من حقل الطاقة الشمسية التي تمولها الإمارات في الأردن وكان من المفترض ان يتم توقيع الاتفاقية بشكل نهائي في اكتوبر تشرين الأول 2023.

## الأسباب
ترجع اسباب هذه الاتفاقية الي ان حصة الاردن من نهر الاردن ليست كافية لمواجهة الجفاف ونقص المياه في الاردن في السنوات القادمة
الي ان الاردن لا تمتلك ساحل طويل
إذ لا يطل إلا على جزء صغير على البحر الأحمر مما يجعله يفتقد القدرة على بناء محطات تحلية، لذا يعتمد على إسرائيل في شراء المياه. وفي ذلك، ترى يانا أبو طالب أن الاتفاق الجديد يمثل خطوة لتحقيق وضع عادل عبر منح الأردن "شيئا ذا قيمة حقيقية" ومنح إسرائيل شيئا في المقابل.

## وقف الاتفاقية
مع حلول العدوان الاسرائيلي علي غزة وتزايد جرائم الحرب والابادة الجماعية التي ارتكبتها الجيش الاسرائيلي في غزة من بعد هجوم طوفان الاقصي ٧ اكتوبر ٢٠٢٣ اثار ذلك موجة غضب عارمة في الشارع الاردني عادت المطالبات بوقف الاتفاقية والغاء معاهدة السلام مع اسرائيل مجددا
مما دفع المسؤولين في الاردن بتعليق الاتفاقية

### ردود فعل الطرف الاخر (اسرائيل)
كتب نفتالي بينيت رئيس الوزراء الاسبق في تدوينة في حسابة علي تويتر 
روجت الحكومة التي قدتها هذا الاتفاق (الطاقة مقابل المياه)، وأستطيع أن أقول بأوضح صورة: لدى إسرائيل مصادر طاقة كافية لتوليد الكهرباء؛ الأردن لا يملك ما يكفي من المياه لشعبه"